# Zinkgult

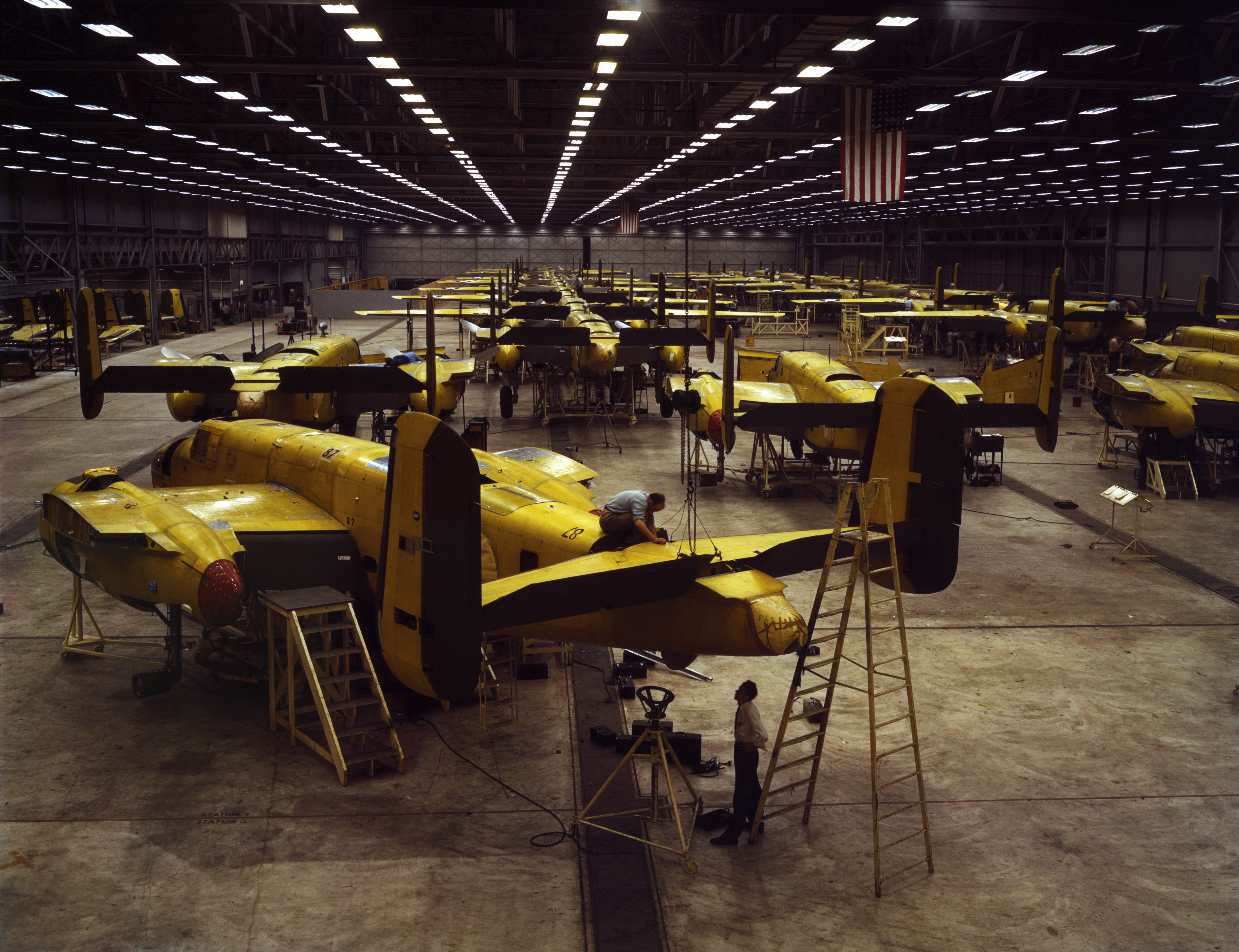
Zinkgult används bl.a. som grundfärg på metall för skydd mot korrosion, som här vid tillverkning av B-25 Mitchell i USA 1942.

Zinkgult är ett gult pigment som har använts sedan 1800-talet. Dess färgande substans utgörs av grönaktigt gult zinkkromat med eventuell tillsats av vitt zinkoxid, som ger en blekare färg.
Ett viktigt användningsområde är korrosionsskydd.
Användningen begränsas dock av att pigmentet är giftigt och man har konstaterat att det även är cancerframkallande.
Både beständighet och täckförmåga är ganska dåliga och zinkgult kan inte användas i kalkfärg eller andra vattenbaserade färger. Trots att dess hållbarhetsegenskaper inte alls motsvarar dem hos ultramarin har zinkgult ibland marknadsförts under namnet gul ultramarin, en beteckning som även kan syfta på andra pigment som till exempel bariumkromat och strontiumkromat.
I den internationella pigmentdatabasen Colour Index har zinkgult beteckningen PY (Pigment Yellow) 36 och nummer C.I.77955. En basisk variant, zinkkromathydroxid, är mera rödaktigt gul och har beteckningen PY 36:1 (C.I.77956).
Ett användningsområde för zinkgult har varit som råvara för zinkgrönt, som är en blandning av zinkgult och berlinerblått.